# Łukowo (wieś w województwie pomorskim)
Łukowo – wieś  w Polsce położona w województwie pomorskim, w powiecie chojnickim, w gminie Czersk,
Wieś borowiacka,  na północnym skraju Tucholskiego Parku Krajobrazowego.
W latach 1914–1917 istniał tam niemiecki obóz jeniecki dla rosyjskich jeńców założony tam  po sierpniowej bitwie pod Tannenbergiem. W ciągu całego okresu funkcjonowania obozu, przez jego baraki przeszło około 50 tysięcy jeńców, głównie Rosjan, ale także Rumunów, Serbów, Włochów, Anglików, Francuzów, Portugalczyków oraz Belgów. Niedożywieni, skąpo ubrani ludzie chorowali tam na tyfus, dyzenterię i inne choroby. Zmarłych chowano w zbiorowych mogiłach na polowym cmentarzu zlokalizowanym w pobliżu tego fragmentu obozu. Na terenie o powierzchni 1,5 ha pochowanych (zmarłych z wycieńczenia i chorób żołnierzy) jest ok. 4,5 tys. jeńców. Pozostałością obozu jest jedynie cmentarz z betonowymi krzyżami i pomnik w kształcie kamiennego kopca-piramidy, z inskrypcjami w języku rosyjskim autorstwa Grzegorza Trzowskiego, wzniesiony już za polskich czasów po I wojnie światowej..  
W latach 1975–1998 miejscowość administracyjnie należała do województwa bydgoskiego.
- Zobacz też: Leśniczówka Łukowo i Rezerwat przyrody Cisy nad Czerską Strugą.